# Віллістон (Флорида)
Віллістон (англ. Williston) — місто (англ. city) в США, в окрузі Леві штату Флорида. Населення — 2976 осіб (2020).

## Географія
Віллістон розташований за координатами 29°21′56″ пн. ш. 82°27′47″ зх. д. / 29.36556° пн. ш. 82.46306° зх. д. (29.365641, -82.463051).  За даними Бюро перепису населення США в 2010 році місто мало площу 17,51 км², з яких 17,46 км² — суходіл та 0,05 км² — водойми.

## Демографія
Згідно з переписом 2010 року, у місті мешкало 2768 осіб у 1025 домогосподарствах у складі 669 родин. Густота населення становила 158 осіб/км².  Було 1148 помешкань (66/км²).
Расовий склад населення:
| - 69,1 % — білих - 23,4 % — чорних або афроамериканців - 1,6 % — азіатів - 0,4 % — вихідців з тихоокеанських островів - 0,1 % — корінних американців - 3,3 % — осіб інших рас |

До двох чи більше рас належало 2,2 %. Частка іспаномовних становила 11,3 % від усіх жителів.
За віковим діапазоном населення розподілялося таким чином: 25,2 % — особи молодші 18 років, 56,4 % — особи у віці 18—64 років, 18,4 % — особи у віці 65 років та старші. Медіана віку мешканця становила 37,5 року. На 100 осіб жіночої статі у місті припадало 88,0 чоловіків;  на 100 жінок у віці від 18 років та старших — 82,7 чоловіків також старших 18 років.
Середній дохід на одне домашнє господарство  становив 42 676 доларів США (медіана — 33 114), а середній дохід на одну сім'ю — 46 386 доларів (медіана — 37 006). Медіана доходів становила 32 976 доларів для чоловіків та 28 371 долар для жінок. За межею бідності перебувало 25,5 % осіб, у тому числі 40,5 % дітей у віці до 18 років та 23,4 % осіб у віці 65 років та старших.
Цивільне працевлаштоване населення становило 1098 осіб. Основні галузі зайнятості: освіта, охорона здоров'я та соціальна допомога — 23,8 %, мистецтво, розваги та відпочинок — 14,1 %, роздрібна торгівля — 13,3 %.